# Горизонт (электроакустический агрегат)
«Горизонт» — электроакустический агрегат минского производственного объединения «Горизонт», представляет собой монофоническую активную акустическую систему, предназначенную для комплектации одноимённых телевизионных приёмников: неунифицированных чёрно-белых первого класса моделей 107, 108 и 115, а также унифицированных (УЛПЦТ) цветных второго класса моделей 701 и 723. Все эти телевизоры отличаются отсутствием встроенных акустических систем, а чёрно-белые — ещё и отсутствием встроенных УМЗЧ. Агрегат выполнен в виде тумбы с ножками в прочном корпусе, выдерживающем вес телевизора, и оборудован входами для подключения ещё двух источников сигнала: магнитофона и пьезокерамического звукоснимателя. К нему можно подключать и другие монофонические источники сигнала. Выходная мощность агрегата составляет 6 Вт.

## Устройство изделия
Электронные узлы агрегата выполнены на общей плате. Они включают в себя переключатель входов, предварительный усилитель на одном транзисторе П307 и двух КТ315Г, простейший темброблок, предоконечный усилитель на транзисторах КТ201Б, МП26А,и усилитель мощности на П307, ГТ402, ГТ404 и двух КТ805. Также на плате расположен параметрический стабилизатор на двух стабилитронах Д814Д для получения напряжения в 24 В для питания предварительного усилителя и первого каскада предоконечного, выпрямительный мост типа КЦ405Б и два параллельно соединённых двухваттных сопротивления на 1,3 кОм для ограничения тока питания индикаторной лампочки.
Вне платы расположены гнёзда для подключения источников сигнала, регуляторы громкости и тембра с пассивными элементами, распаянными на их выходе, 2,5-вольтовая индикаторная лампочка, плавкие вставки первичной и вторичной цепей (все три на 1 А), два транзистора КТ805Б на теплоотводах, работающие в оконечном каскаде, конденсаторы фильтра питания и кроссовера, выходной конденсатор усилителя мощности, силовой трансформатор, динамические головки 6ГД6 и 2ГД36. Выключатель питания совмещён с регулятором громкости. Если выбран вход для подключения телевизионного приёмника, сигнал с него поступает минуя регулятор громкости электроакустического агрегата, поскольку в телевизоре имеется свой регулятор громкости.

## Варианты конструкции и внешнего оформления
Данный электроакустический агрегат можно было приобрести только в комплекте с телевизионным приёмником, но не отдельно. Экземпляры агрегата, предназначенные для комплектации телевизоров различных моделей, отличаются друг от друга внешним оформлением с целью гармонирования с художественно-конструкторским решением телевизора.
Помимо этого, экземпляры электроакустического агрегата, выпущенные в разные годы, а также предназначенные для комплектации различных телевизоров, отличаются толщинами и материалами шасси и теплоотводов, типами некоторых транзисторов, незначительными изменениями в принципиальной схеме, наличием или отсутствием термосопротивлений для стабилизации режима выходного каскада, количеством и типами динамических головок, формой ножек, и т. п.

## Меры предосторожности
При эксплуатации и обслуживании агрегата следует учитывать, что первичные цепи его блока питания гальванически связаны с сетью, а в его вторичных цепях присутствует постоянное напряжение до 40 В.